# プロキシマ・ケンタウリc
プロキシマ・ケンタウリc（英語: Proxima Centauri c）またはプロキシマc（英語: Proxima c）とは、地球からケンタウルス座の方向に4.2光年離れた恒星プロキシマ・ケンタウリの周りを公転している太陽系外惑星である。

## 発見
プロキシマ・ケンタウリの周りを公転する惑星としては、すでに2016年にプロキシマ・ケンタウリbが発見されていたが、2019年4月に高精度視線速度系外惑星探査装置 (HARPS) によるドップラー分光法の観測から、その遥か外側を公転している第2の惑星が存在する可能性が示された。
そして2020年に、ハッブル宇宙望遠鏡によって得られた1995年からの位置天文学的データの解析からプロキシマ・ケンタウリcが存在することが確認されたと報告され、Italy's National Institute for Astrophysics (INAF) のチームが、プロキシマ・ケンタウリcを直接撮影したと思われる画像を公開した。

## 特性

プロキシマ・ケンタウリの3つの惑星の軌道の図

約25年間に及ぶハッブル宇宙望遠鏡による位置天文学的データから、プロキシマ・ケンタウリcの軌道傾斜角と真の質量を求めることが出来ており、それによると質量は地球質量の7倍で、プロキシマ・ケンタウリcは地球よりも大型の岩石惑星スーパーアースに分類される可能性がある。
プロキシマ・ケンタウリからの軌道長半径は 1.48 au（約2億2140万 km）で、これは太陽系だと太陽から火星までの距離に匹敵する。公転周期は1,928日で、表面温度は 39 K（-234 ℃）と非常に低温であるとされている。
TESSの観測データからは、プロキシマ・ケンタウリ系の惑星はトランジット（主星面通過）を起こす可能性がほとんどないことが判明しており、かなり内側を公転しているプロキシマ・ケンタウリbでも1.5%前後、プロキシマ・ケンタウリcに至っては無視できるほどの確率とされている。このことから、プロキシマ・ケンタウリcの実際の半径については求めることができないと考えられている。
プロキシマ・ケンタウリcは主星プロキシマ・ケンタウリから遠く離れた軌道を公転しているため、地球から見たプロキシマ・ケンタウリからの距離は最大で 1.14 ± 0.06 秒角になるとされており、太陽系に最も近い、直接観測が可能な太陽系外惑星になる可能性が期待されている。

### 環の存在の可能性

プロキシマ・ケンタウリcに環が存在している場合の想像図

プロキシマ・ケンタウリcを直接観測すると想定よりも明るく、これは主星から来る光を反射する塵円盤や巨大な環が存在することを示唆している。惑星のみから反射している光の場合、その惑星は木星の5倍という大きさになってしまうためである。プロキシマ・ケンタウリcは土星よりも小さな惑星であるが、環は土星の環より大きいとされている。それらの存在を確認するにはハイスペックの望遠鏡による観測が必要となる。
しかし、天文学者の中にはこの環の存在について懐疑的な者もいる。

## 存在に対する疑問
しかし、プロキシマ・ケンタウリcの存在については疑問視する意見もある。
スーパーアースは水が氷として存在するようになる境界線である「スノーライン（雪線）」付近に形成されると考えられているが、プロキシマ・ケンタウリcはそのスノーラインの位置から離れており、その惑星の特性上の観点から存在に疑問が投げかけられている。仮にプロキシマ・ケンタウリcの存在が確定されれば、この従来のスーパアースの形成に関する学説を覆す発見になり、重要な研究テーマになると言われている。
プロキシマ・ケンタウリcは2021年12月に打ち上げられたジェイムズ・ウェッブ宇宙望遠鏡（JWST）の観測ターゲットになるとも言われているが、検出できない可能性もあることが言及されている。
プロキシマ・ケンタウリcが存在することを検証するには、HARPSや欧州宇宙機関の宇宙望遠鏡ガイアによる追加の観測と測定が必要となる。発見チームの一員であるDel Sordoは、プロキシマ・ケンタウリcがプロキシマ・ケンタウリ系のさらなる観測、特に直接観測の機会を与えてくれるだろうと述べている。 
2020年4月、プロキシマ・ケンタウリcの画像を初めて撮影することに成功した可能性があるという研究結果が発表された。超大型望遠鏡VLTに搭載されている太陽系外惑星探索機器Spectro-Polarimetric High-Contrast Exoplanet Research（SPHERE）による観測で、プロキシマ・ケンタウリcが存在すると予測されている位置に天体のような光が19個撮影され、そのうちの1つは画像上のノイズや背景の恒星、アーティファクトといった惑星とは無関係な場合の光よりも約6倍明るく見え、誤認である可能性が比較的低いとみられている。この光が本物であるとすると、プロキシマ・ケンタウリは少なくとも地球の約7倍の質量を持つミニ・ネプチューン（海王星より小型なガス惑星）である可能性が示された。しかし、依然としてこの光がデータ上のノイズである可能性はかなりあるとみられ、これが決定的な発見であると判断するのは難しいとアメリカ航空宇宙局（NASA）の太陽系外惑星科学者Thayne Currieは述べている。この光について更なる観測が求められていたが、新型コロナウイルス（COVID-19）の世界的流行による世界中の観測施設の閉鎖により、当面は追加の観測が行えない状態になっていた。
後に存在は一時的に確実視されたが、2022年7月に報告された研究で、主星プロキシマ・ケンタウリの視線速度データの解析からプロキシマ・ケンタウリbやプロキシマ・ケンタウリdについては検出されたものの、プロキシマ・ケンタウリcの存在について再び懐疑的な意見が出ている。この報告を受け、太陽系外惑星エンサイクロペディアでは惑星の現況を「Controversial（論争あり）」に格下げし、確認された太陽系外惑星の一覧から削除している。